# Demchugdongrub
Demchugdongrub (8 de fevereiro de 1902 - 23 de maio de 1966), vulgarmente conhecido como Príncipe De ou De Wang, com nome de cortesia Xixian. foi um príncipe mongol descendente direto de Genghis Khan que liderou um movimento de independência na Mongólia Interior. Foi o presidente pró-Japão do Governo Militar Mongol, que depois tornou-se, em 1939, um estado fantoche japonês na Segunda Guerra Mundial. 

## Infância e começo de vida
Demchugdongrub era do subgrupo mongol chamado Chahar, na Mongólia Interior durante a dinastia Qing. Era filho único de Namjilwangchuk, que possuía o cargo aristocrático de Duoluo Duling Junwang da Bandeira Direita de Sönid e de Chefe da cidade de Xilingol. 
Depois de seu pai morrer em 1908, Demchugdongrub aos 6 anos de idade, com autorização dos oficiais chineses, herdou um dos títulos de seu pai – Duoluo Duling Junwang. Na juventude aprendeu as línguas mongol, chinesa e manchu. Depois da queda da monarquia, Yuan Shikai elevou, ainda em 1912, Demchugdongrub para Jinong, que era o líder da Região da Mongólia Interior.
Demchugdongrub se casou com a filha de um nobre Taiji (título aristocrático Qing, equivalente a Conde) de sua própria província, e no ano seguinte teve seu primeiro filho, Dolgorsuren. Vários anos depois, Demchugdongrub teve mais quatro filhos e uma filha com sua segunda esposa, Fujin, filha de outro nobre Taiji da Abagaitu.

## Vida política
Demchugdongrub foi nomeado membro do Comitê Provincial de Chahar em 1929. Em 1931, ele assumiu o cargo de Chefe de Xilingol após Yang Cang.
Em setembro de 1933, os príncipes mongóis de Chahar e Suiyuan viajaram para o templo em Bailingmiao, ao norte de Guihua, e se reuniram em uma câmara distrital com Demchugdongrub, que por meses tentou fundar um movimento independência mongol. Em meados de outubro, apesar de suas suspeitas um do outro, eles e Demchugdongrub concordaram em redigir documentos para uma confederação de províncias da Mongólia Interior. Eles enviaram uma mensagem a Nanquim dizendo que pretendiam governar a Mongólia Interior independentemente. Eles avisaram que, se fossem impedidos pelo governo chinês, não hesitariam em buscar ajuda do Japão. Em resposta, Nanquim enviou o General Huang Shaohong, que no final negociou e autorizou a criação do Comitê Autônomo de Assuntos Políticos Locais Mongol.
Em 1935, Demchugdongrub, líder dos mongóis da Mongólia Interior, fez sérios esforços para estabelecer um governo mongol autônomo em Chahar e Suiyuan. O general japonês Jirō Minami, comandante do Exército de Guangdong, e o coronel Seishirō Itagaki deram apoio ao novo Governo Autônomo da Mongólia Interior, pois isso enfraqueceria a China e deixaria Demchugdongrub sujeito à influência do Japão. Em abril de 1935, Minami enviou o major Ryūkichi Tanaka e outro oficial para entrevistar Demchugdongrub com o objetivo de formalizar o apoio japonês, mas Demchugdongrub não concordou com os termos estabelecidos pelos japoneses na época.
Depois de estabelecer uma aliança cerimonial Mengjiang-Manchukuo em maio de 1935, Puyi homenageou Demchugdongrub com o título de Príncipe da Virtude Marcial de Primeira Classe.
Os japoneses colaboraram militarmente com Demchugdongrub para expulsar as tropas chinesas que ainda permaneciam na Província de Chahar, a província mais ao norte da Mongólia Interior, enviando alguns tanques e aviões. Em uma campanha entre dezembro de 1935 e fevereiro de 1936 , tropas japonesas e mongóis assumiram o controle da província e em maio do mesmo ano os líderes mongóis fundaram um governo autônomo com ajuda japonesa, incluindo a criação de um pequeno exército próprio, dotado de conselheiros japoneses. Demchugdongrub se instalou como governante do novo estado, com Toyonori Yamauchi sendo um conselheiro, e expandiu-o para a província de Suiyuan e controlando efetivamente toda a Mongólia Interior a partir de meados de 1937, depois de expulsar as tropas chinesas, mal armadas em comparação com os mongóis que tiveram o apoio japonês decisivo. Os japoneses proclamaram que Demchugdongrub tinha a missão de "herdar o grande espírito de Genghis Khan e retomar os territórios que pertencem à Mongólia, completando a grande tarefa de reviver a prosperidade da nacionalidade".
Em fevereiro de 1937, Demchugdongrub proclamou a independência da Mongólia Interior sob o nome de Mengjiang, criando um estado praticamente sob o controle das autoridades militares japonesas. No entanto, a população predominante em Mengjiang era chinesa, enquanto os clãs mongóis mal representavam 20% da população. Da mesma forma, por ser um território menos rico que Manchukuo, o controle japonês privilegiou a segurança militar da fronteira com a Mongólia e a União Soviética em Mengjiang, em vez da exploração econômica massiva. 
O Governo Autônomo Unido Mengjiang foi criado em 1939 com Demchugdongrub sendo primeiro o vice-presidente, depois o chefe de estado. Em 1941 renomeou o estado para Federação Autônoma da Mongólia.

## Morte e Legado
Depois da Rendição do Japão, Demchugdongrub viveu no exílio em Pequim sob a custódia do Kuomintang e em agosto de 1949, diante da proximidade das tropas comunistas, ele fugiu novamente para a Mongólia Interior para tentar estabelecer um novo governo autônomo, mas quando o exército de libertação chegou perto, ele fugiu para a Mongólia. Em fevereiro de 1950 foi preso e deportado para Pequim. O Governo Chinês incriminou Demchugdongrub de colaboração com os japoneses e condenou-o à prisão, permanecendo encarcerado até 1964. Ele  trabalhou em um museu na cidade de Hohhot até sua morte, em  23 de maio de 1966 aos 64 anos de idade. Foi uma figura controversa. Alguns vêem Demchugdongrub como um nacionalista mongol promovendo o pan-mongolismo. Outros o vêem como um traidor e, como um peão dos japoneses durante a Segunda Guerra Mundial.